# Henry Maksoud

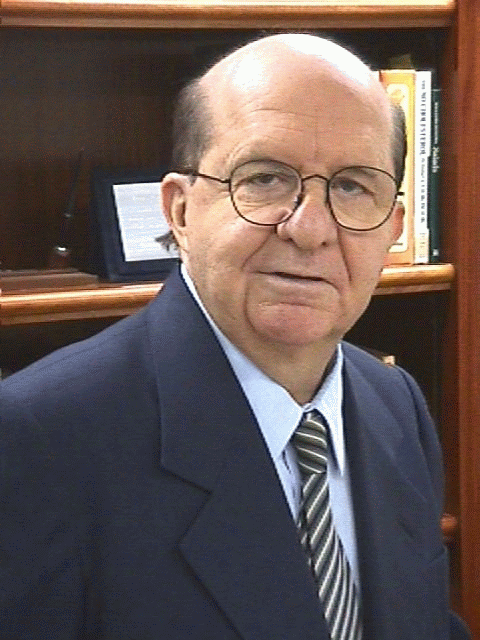
Henry Maksoud.

Henry Maksoud (Aquidauana - Mato Grosso del Sur, 8 de marzo de 1929 - São Paulo, 17 de abril de 2014) fue un empresario brasileño.

## Biografía
Recibió el título de Maestría en Ciencias en Mecánica de Fluidos de la Universidad de Iowa. Él es el dueño del legendario hotel de cinco estrellas - Maksoud Plaza, ubicado en São Paulo - Brasil, era también el dueño de la revista Visão y la empresa de ingeniería Hidroservice. De 1967 a 1968 fue Presidente del Instituto de Ingeniería de São Paulo. 
Desde 1988 hasta principios de los años 90 condujo un programa en TV Bandeirantes ("Henry Maksoud e Você"), que además presentaba un tema en el espectador con discusión de interlocutores.
Autor y Director General de los juegos Everlasting Emotions - A Musical Chronicle presentadon en la Plaza Teatro Maksoud. Murió el 17 de abril de 2014.